# Back to God's Country (pel·lícula de 1927)
Back to God's Country (lit. "Retorn al País de Déu") és una pel·lícula muda d'aventura estatunidenca de 1927 dirigida per Irvin Willat i protagonitzada per Renée Adorée, una actriu que normalment treballava per la Metro-Goldwyn-Mayer. Està basada en la història de James Oliver Curwood Wapi, the Walrus (també titulada Back to God's Country), i és un remake de la pel·lícula homònima de 1919, protagonitzada per Nell Shipman.
La pel·lícula sobreviu avui dia.

## Argument
El capità Blake (Walter Long), patró d'un vaixell comercial, coneix Renée DeBois (Renée Adorée) i decideix casar-se amb ella malgrat la seva oposició i la del pare de la noia, el caçador Jean DeBois (Mitchell Lewis). Per aconseguir els seus fins, amenaça amb revelar que el pare va matar un pretendent anterior que va assetjar Renée. També coneix el jove enginyer Bob Stanton (Robert Frazer), que s'enamora d'ella i decideix ajudar-la a desfer-se de Blake. Bob i Blake s'enfronten per l'amor de Renée, rivalitat que pren forma de carrera de trineus amb gossos en plena tempesta de neu.

## Repartiment
- Renée Adorée com a Renée DeBois
- Robert Frazer com a Bob Stanton
- Walter Long com a Capità Blake
- Mitchell Lewis com a Jean DeBois
- Adolph Milar com a Frenchie Leblanc
- James Mason com a Jacques Corbeau
- Walter Ackerman com a Clerk
- Flying Eagle com a nadiu